# Reitnau
Reitnau (schweizertyska: Reitnou) är en ort och kommun i distriktet Zofingen i kantonen Aargau i Schweiz. Kommunen har 1 627 invånare (2023). Den 1 januari 2019 inkorporerades kommunen Attelwil in i Reitnau.

## Geografi
Reitnau ligger i sydöstra Zofingen i övre delen av Suhrental och gränsar till Wiliberg och Staffelbach i norr, Moosleerau i öster och kantonen Luzern i väst och söder. Kommunens östliga gräns består av floden Suhre. Kommunen består i huvudsak av åkermark och skogsmark.

## Historia
Hof Reitinowa omnämns första gången 1045. Reitnau ingick då i greve von Lenzburgs egendom för att senare övergå till nunneklostret Schänis ägo.
År 1767 drabbades kommunen av en översvämning där flera hus följde med flodens framfart.

## Ekonomi
Största privata arbetsgivare i Reitnau är Mauroplastic, som tillverkar förpackningsmaskiner för farmaceutiska produkter, med cirka 70 anställda.